# Альбатрос (поднятие)
Альбатро́с — платообразное поднятие дна в восточной части Тихого океана, простирающееся от экватора до Калифорнийского залива на 2500 км.
Ширина поднятия составляет около 1000 км, относительная высота — 1000—1500 м. Глубина достигает 3357—3871 м, над некоторыми хребтами — до 2500—3000 м. Отдельные вершины хребта Альбатрос образуют острова, такие как Ревилья-Хихедо, Клиппертон, а также подводные банки. Поднятие Альбатрос пересекается зонами разломов.
Поднятие получило название в честь американского экспедиционного судна «Альбатрос», на котором в 1888—1905 годах проводились батиметрические и биологические исследования Тихого океана.